# Piesau
Piesau är en ortsteil i staden Neuhaus am Rennweg i Landkreis Sonneberg i förbundslandet Thüringen i Tyskland. Piesau var en kommun fram till 1 januari 2019 när den uppgick i Neuhaus am Rennweg. Kommunen Piesau hade 715 invånare 2018.